# Plounéour-Brignogan-plages
Plounéour-Brignogan-plages est une commune nouvelle française située dans le département du Finistère en région Bretagne créée le 1er janvier 2017.
Elle regroupe les communes de Brignogan-Plages et Plounéour-Trez qui deviennent communes déléguées. Son chef-lieu se situe à Brignogan-Plages.

## Géographie

### Localisation
|          | La Manche                  | La Manche |
| Kerlouan | Plounéour-Brignogan-Plages | La Manche |
|          | Plouider                   |           |

### Hydrographie
Pour un article plus général, voir Réseau hydrographique du Finistère.
La commune est située dans le bassin Loire-Bretagne. Elle est drainée par divers petits cours d'eau,.

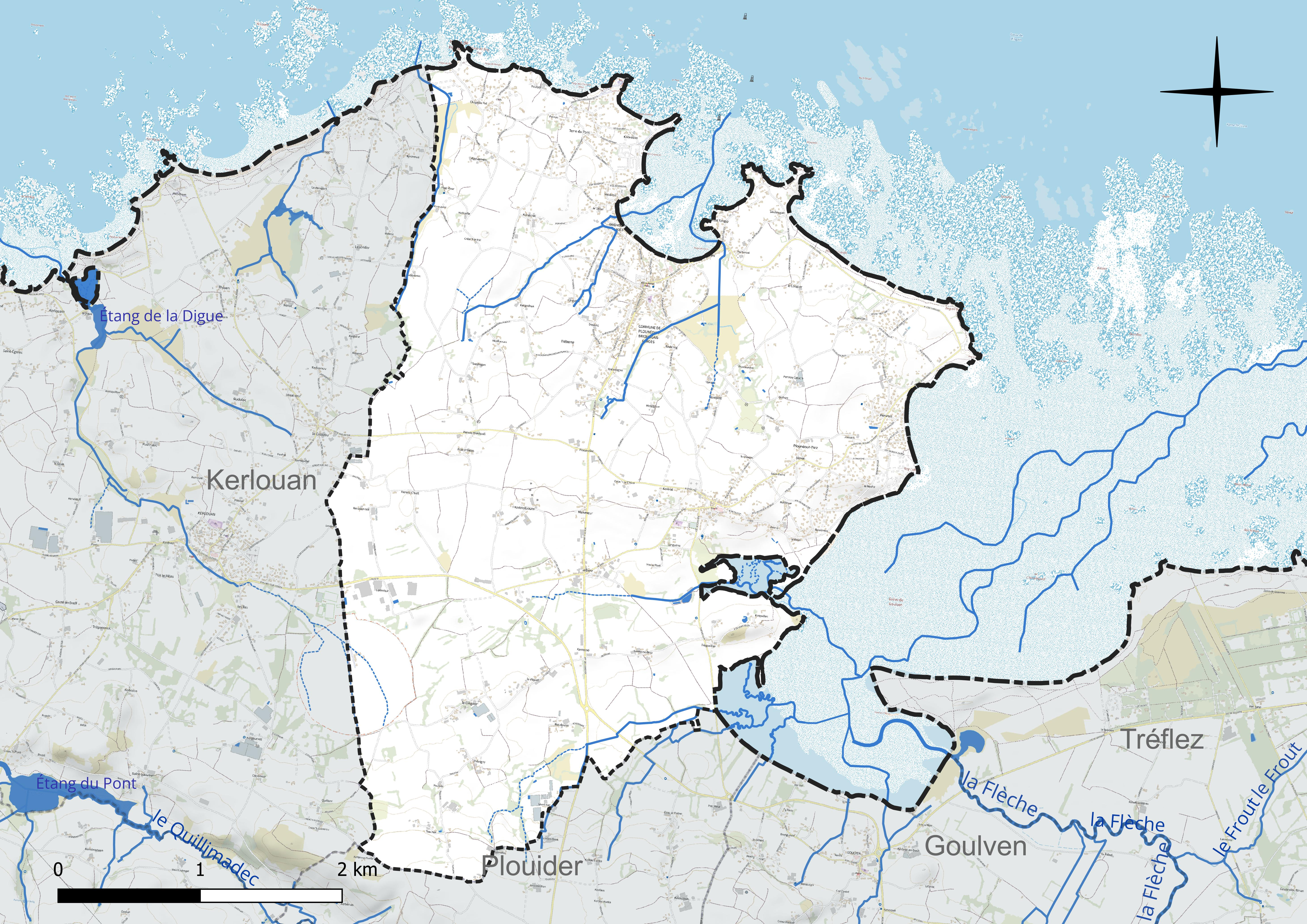
Réseau hydrographique de Plounéour-Brignogan-plages.

### Climat
Le climat qui caractérise la commune est qualifié, en 2010, de « climat océanique franc », selon la typologie des climats de la France qui compte alors huit grands types de climats en métropole. En 2020, la commune ressort du type « climat océanique » dans la classification établie par Météo-France, qui ne compte désormais, en première approche, que cinq grands types de climats en métropole. Ce type de climat se traduit par des températures douces et une pluviométrie relativement abondante (en liaison avec les perturbations venant de l'Atlantique), répartie tout au long de l'année avec un léger maximum d'octobre à février.
Les paramètres climatiques qui ont permis d'établir la typologie de 2010 comportent six variables pour les températures et huit pour les précipitations, dont les valeurs correspondent à la normale 1971-2000. Les sept principales variables caractérisant la commune sont présentées dans l'encadré ci-après.
| Paramètres climatiques communaux sur la période 1971-2000 - Moyenne annuelle de température : 11,8 °C - Nombre de jours avec une température inférieure à −5 °C : 0,2 j - Nombre de jours avec une température supérieure à 30 °C : 0,1 j - Amplitude thermique annuelle : 9,2 °C - Cumuls annuels de précipitation : 951 mm - Nombre de jours de précipitation en janvier : 16,5 j - Nombre de jours de précipitation en juillet : 7,7 j |

Avec le changement climatique, ces variables ont évolué. Une étude réalisée en 2014 par la Direction générale de l'Énergie et du Climat complétée par des études régionales prévoit en effet que la  température moyenne devrait croître et la pluviométrie moyenne baisser, avec toutefois de fortes variations régionales. La station météorologique de Météo-France installée sur la commune et mise en service en 1982 permet de connaître l'évolution des indicateurs météorologiques. Le tableau détaillé pour la période 1981-2010 est présenté ci-après.
La température moyenne annuelle évolue de 11,5 °C pour la période 1971-2000, à 11,8 °C pour 1981-2010, puis à 12 °C pour 1991-2020.
| Mois                                  | jan.          | fév.            | mars          | avril         | mai            | juin           | jui.            | août            | sep.          | oct.           | nov.          | déc.            | année     |
| ------------------------------------- | ------------- | --------------- | ------------- | ------------- | -------------- | -------------- | --------------- | --------------- | ------------- | -------------- | ------------- | --------------- | --------- |
| Température minimale moyenne (°C)     | 5,7           | 5,6             | 6,8           | 7,6           | 10,2           | 12,4           | 14              | 14,1            | 13            | 10,9           | 8,3           | 6,4             | 9,6       |
| Température moyenne (°C)              | 7,9           | 7,9             | 9,2           | 10,2          | 12,6           | 14,9           | 16,6            | 16,9            | 15,7          | 13,4           | 10,5          | 8,6             | 12,1      |
| Température maximale moyenne (°C)     | 10,1          | 10,1            | 11,6          | 12,7          | 15             | 17,4           | 19,2            | 19,6            | 18,3          | 16             | 12,8          | 10,8            | 14,5      |
| Record de froid (°C) date du record   | −7 12.01.1987 | −5 08.02.1991   | −1,7 01.03.05 | 1,2 08.04.08  | 3,1 07.05.1997 | 5,6 02.06.1984 | 9,2 01.07.1984  | 8,8 29.08.1993  | 7 29.09.07    | 1,1 30.10.1997 | −0,5 29.11.10 | −3,4 11.12.1991 | −7 1987   |
| Record de chaleur (°C) date du record | 17,9 24.01.16 | 19,6 23.02.1990 | 24 20.03.05   | 24,5 28.04.10 | 29,1 16.05.02  | 32 18.06.00    | 30,4 30.07.1984 | 32,6 02.08.1990 | 30,3 30.09.11 | 29,3 01.10.11  | 21,7 01.11.15 | 19 02.12.1985   | 32,6 1990 |
| Précipitations (mm)                   | 107,8         | 86,1            | 69,8          | 66,3          | 61,4           | 43,2           | 48,5            | 50,8            | 56,7          | 99,8           | 104,2         | 113,4           | 908       |

## Urbanisme

### Typologie
Au 1er janvier 2024, Plounéour-Brignogan-plages est catégorisée commune rurale à habitat dispersé, selon la nouvelle grille communale de densité à 7 niveaux définie par l'Insee en 2022.
Elle est située hors unité urbaine et hors attraction des villes,.
La commune, bordée par la Manche, est également une commune littorale au sens de la loi du 3 janvier 1986, dite loi littoral. Des dispositions spécifiques d'urbanisme s'y appliquent dès lors afin de préserver les espaces naturels, les sites, les paysages et l'équilibre écologique du littoral, tel le principe d'inconstructibilité, en dehors des espaces urbanisés, sur la bande littorale des 100 mètres, ou plus si le plan local d'urbanisme le prévoit.

## Toponymie
Voir celles de Brignogan et de Plounéour-Trez.

## Histoire
Il convient de se reporter aux articles consacrés aux anciennes communes fusionnées.

## Politique et administration

### Conseil municipal
Jusqu'aux prochaines élections municipales de 2020, le conseil municipal de la nouvelle commune est constitué de l'ensemble des conseillers municipaux des anciennes communes.
| Nom                      | Code Insee | Intercommunalité                                  | Superficie (km2) | Population (dernière pop. légale) | Densité (hab./km2) |
| ------------------------ | ---------- | ------------------------------------------------- | ---------------- | --------------------------------- | ------------------ |
| Brignogan-Plages (siège) | 29021      | CC du Pays de Lesneven et de la Côte des Légendes | 3,60             | 736 (2014)                        | 204                |
| Plounéour-Trez           | 29203      | CC du Pays de Lesneven et de la Côte des Légendes | 10,68            | 1 231 (2014)                      | 115                |

### Liste des maires
| Période        | Période                    | Identité                                         | Étiquette | Qualité |
| -------------- | -------------------------- | ------------------------------------------------ | --------- | ------- |
| 8 janvier 2017 | En cours (au 28 juin 2020) | Pascal Goulaouic, Réélu pour le mandat 2020-2026 |           |         |

## Population et société

### Démographie
L'évolution du nombre d'habitants est connue à travers les recensements de la population effectués dans la commune depuis sa création.

En 2022, la commune comptait 1 955 habitants, en évolution de +1,4 % par rapport à 2016 (Finistère : +2,16 %, France hors Mayotte : +2,11 %).
| 2015  | 2016  | 2021  | 2022  |
| ----- | ----- | ----- | ----- |
| 1 947 | 1 928 | 1 940 | 1 955 |

## Économie
Il convient de se reporter aux articles consacrés aux anciennes communes fusionnées.

## Culture locale et patrimoine
Il convient de se reporter aux articles consacrés aux anciennes communes fusionnées.